# Аљано Терме
Аљано Терме (итал. Agliano Terme) је насеље у Италији у округу Асти, региону Пијемонт.
Према процени из 2011. у насељу је живело 1697 становника. Насеље се налази на надморској висини од 252 м.

## Становништво
Према резултатима пописа становништва 2011. у општини је живело 1.673 становника.
| 1931. | 1936. | 1951. | 1961. | 1971. | 1981. | 1991. | 2001. | 2011. |
| ----- | ----- | ----- | ----- | ----- | ----- | ----- | ----- | ----- |
| 3.108 | 2.953 | 2.563 | 2.173 | 1.856 | 1.774 | 1.719 | 1.697 | 1.673 |